# Tristine Skyler
Tristine Skyler (1971) é uma atriz que participou do filme A Bruxa de Blair 2.